# Conception centrée sur l'utilisateur
La conception centrée sur l'utilisateur ou conception orientée utilisateur (UCD, user-centered design en anglais) est une philosophie et une démarche de conception surtout présente en ergonomie informatique, où les besoins, les attentes et les caractéristiques propres des utilisateurs finaux sont pris en compte à chaque étape du processus de développement d'un produit. La norme ISO 9241-210 qui annule et remplace la norme ISO 13407 définit sept ensembles de pratique de base pour mettre en œuvre le processus de conception centrée sur l'utilisateur.

La conception centrée sur l'utilisateur est principalement utilisée en conception informatique et s'appuie sur des critères d'ergonomie et d'utilisabilité. Cette démarche se distingue fortement d'autres démarches de conception en cherchant à adapter le produit (généralement l'interface utilisateur) à l'utilisateur final plutôt que de lui imposer un mode d'utilisation choisi par les concepteurs.

## Principe
La démarche de conception centrée sur l'utilisateur repose sur l'idée que les utilisateurs finaux sont les mieux placés pour évaluer et utiliser le produit. De ce fait, le développement d'un produit est a priori davantage guidé par les besoins et exigences des utilisateurs finaux, plutôt que par des possibilités techniques ou technologiques.
Toutefois, l'utilisateur final peut être entendu de deux manières :
- l'utilisateur réel, le plus susceptible d'utiliser le produit répondant à ses exigences et étant éventuellement déjà utilisateur d'une version précédente du produit
- l'utilisateur potentiel qui présente des exigences proches ou équivalentes, et que l'utilisation du produit pourrait intéresser

La définition et le recueil des besoins, des attentes et des exigences applicables au produit doivent être issus d'une démarche rigoureuse dans le cadre d'une intervention ergonomique, d'une enquête utilisateur, d'un test utilisateur. Ces étapes peuvent être effectuées avec un produit existant ou un prototype.

### Définition
La norme ISO 9241-210 définit cinq critères d'application et de mise en œuvre de la démarche :
- La prise en compte en amont des utilisateurs, de leurs tâches et de leur environnement
- La participation active des utilisateurs, garantissant la fidélité des besoins et des exigences liées à leurs tâches
- La répartition appropriée des fonctions entre les utilisateurs et la technologie
- L'itération des solutions de conception, jusqu'à satisfaction des besoins et des exigences exprimés par les utilisateurs
- L'intervention d'une équipe de conception multidisciplinaire, visant une expérience utilisateur optimale

### Déroulement
La démarche de conception centrée utilisateur consiste à mettre en place un processus itératif comprenant habituellement 3 phases :
1. La phase d’analyse: Cette première étape vise à préciser les attentes et les besoins des utilisateurs finaux. Elle permet de prendre connaissance de la tâche réelle des utilisateurs et d’analyser le contexte dans lequel ils effectuent, ou vont effectuer, cette tâche. La phase d’analyse permet de préciser l’utilité recherchée par les utilisateurs de l’application. Les méthodes d'observation peuvent comprendre l'utilisation de questionnaires, de grilles d'observation heuristiques, de focus group. Il est préférable d'ordonner ces besoins et exigences selon leur importance vis-à-vis du produit à développer, et des éventuelles contraintes de faisabilité technique
2. La phase de conception: Sur la base des éléments recueillis dans la phase d’analyse, une première maquette ou prototype du produit est conçu. Cette maquette résulte, d’une part de l’analyse de la tâche des utilisateurs et des spécificités du contexte de travail, et d’autre part des principes et recommandations ergonomiques. Elle peut reposer également sur des standards de conception. Cette première maquette évoluera ensuite en fonction des retours de la phase suivante d’évaluation. Chaque itération permet d'enrichir et finaliser la maquette.
3. La phase d’évaluation: La phase d’évaluation consiste à mesurer l’utilisabilité du produit, autrement dit de valider la satisfaction des utilisateurs dans la réalisation des tâches évaluées. Parmi les différentes méthodes d'évaluation possibles[4], la principale est le test utilisateur. Celui-ci consiste à placer l’utilisateur en situation d’utilisation réelle du produit et à observer les difficultés rencontrées. L’évaluation permet d’identifier les points à améliorer sur la maquette et donc de préparer la version suivante qui sera à nouveau testée et ainsi de suite. L’expérience montre que deux à trois itérations suffisent en général pour finaliser la conception de l’interface[5].

Lors de cette dernière phase, il est préférable de définir des besoins et des exigences à satisfaire sous la forme de mesures qualitatives et quantitatives telles que : 
- Le taux de succès pour la réalisation des tâches à effectuer
- Le nombre d'erreurs effectuées (et éventuellement les contournements réalisés)
- Le temps d'exécution de chaque tâche (et éventuellement, les différences de temps pour une même tâche répétée)
- Le nombre d'étapes nécessaires à la complétion de la tâche
- Le recours éventuel à un support ou une aide interne ou externe au produit (ex : l'animateur de la session de test)
- Le rythme d'apprentissage
- La satisfaction des utilisateurs…